# Mercedes-Benz W203
Mercedes-Benz W203 — автомобіль D-класу німецької компанії Mercedes-Benz, другий з серії С-класу. Машина середнього (D) розміру прийшла на заміну  W202. Новий Comfortklasse випускався в кузовах седан (W203) з 1999-го по 2007-й рік, універсал (S203) з 2001-го по 2007-й рік і хетчбек (CL203) з 2001-го по 2010-й рік.

## Опис моделі

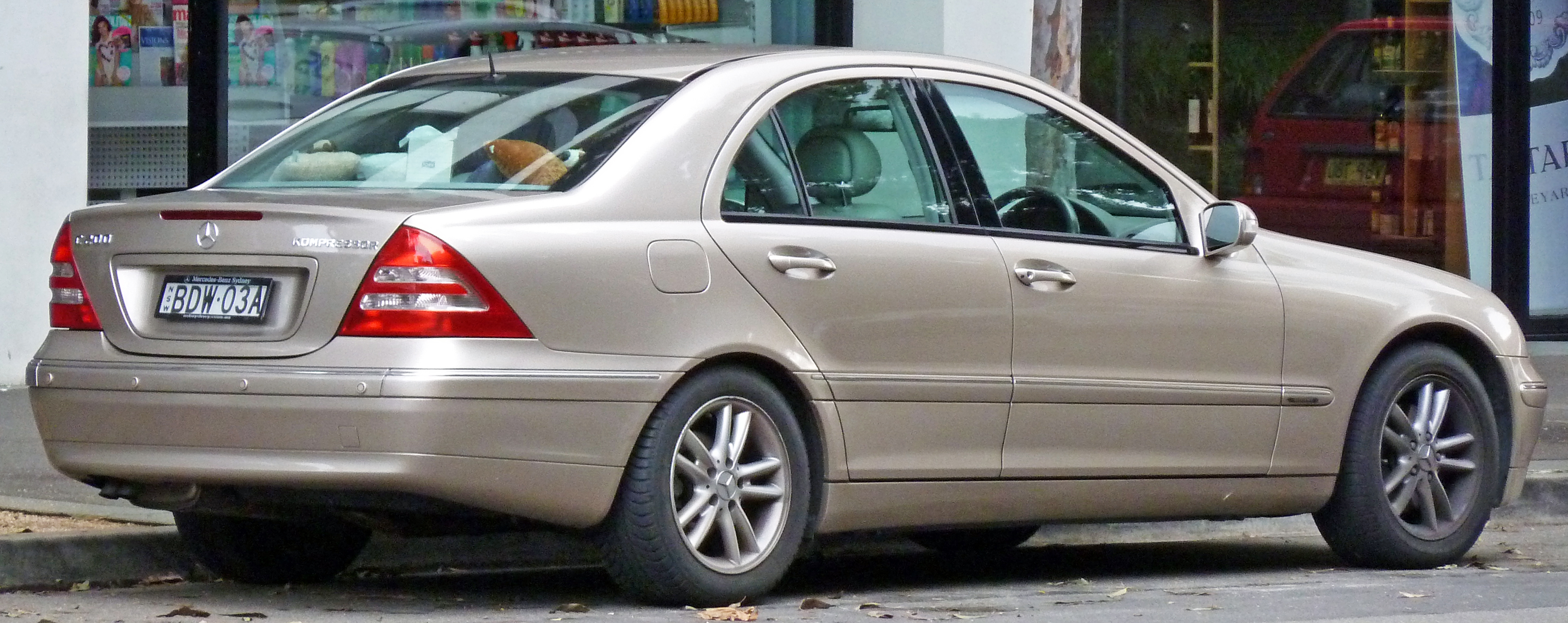
Mercedes-Benz C-Клас седан (2000–2004)

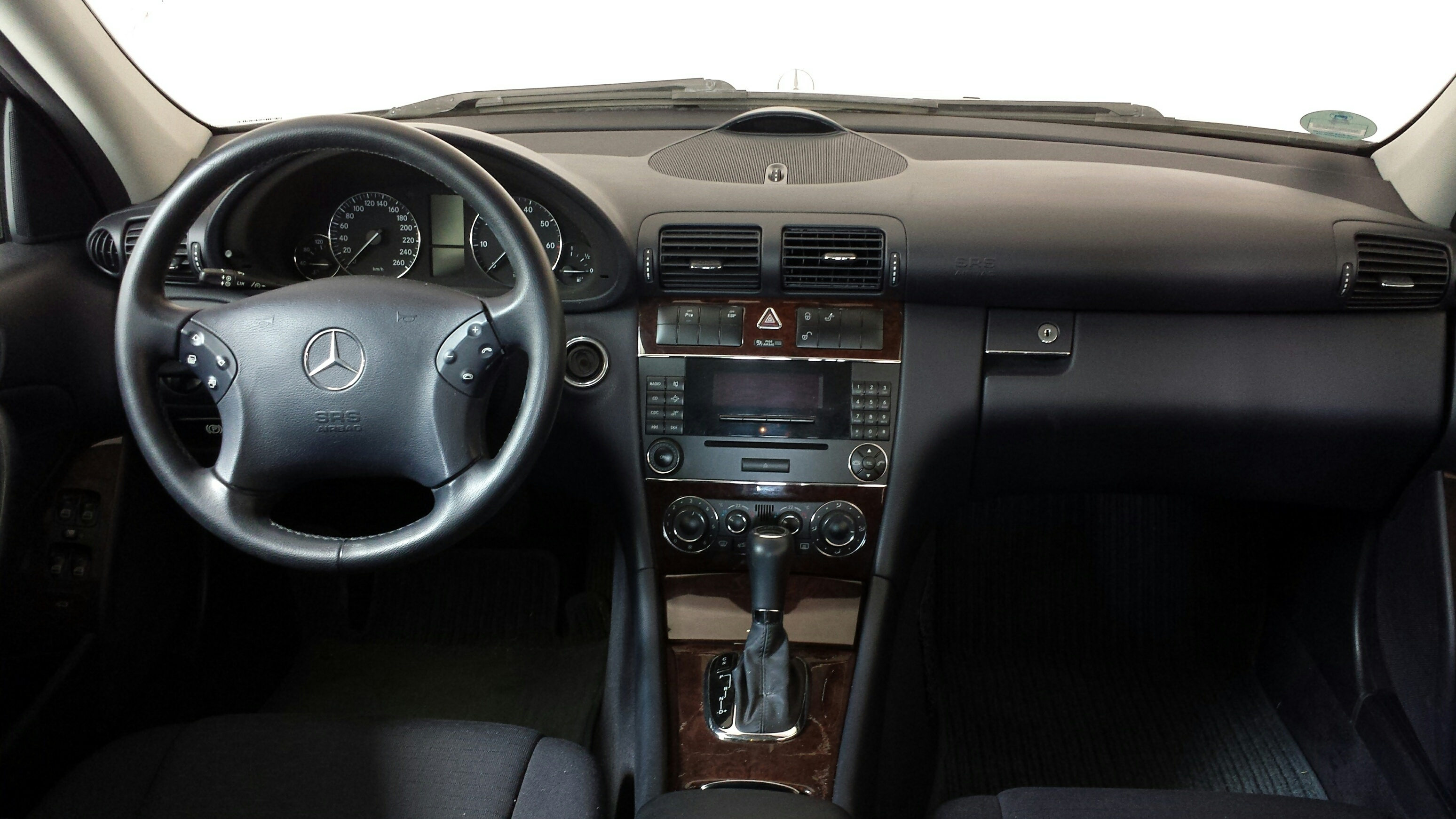

У березні 2000 року відбулася презентація другого покоління середньорозмірних «мерседесів» С-класу на новій платформі W203. Новинка стала трохи більшою і додала в динаміці. Зовнішній вигляд автомобіля нагадує S-клас у зменшеному вигляді. 
Внесено зміни в конструкцію кузова і шасі. Автомобіль отримав нову передню підвіску типу «МакФерсон» на потрійних поперечних важелях, більш «гострий» рейковий механізм керма, дискові вентильовані гальма збільшеного розміру. До структури передньої частини кузова включені знімні модулі деформації, що дозволяють швидко і без великих витрат замінити їх після аварії. При зіткненні до швидкості 15 км / год передній модуль гасить енергію удару, залишаючи лонжерони кузова неушкодженими. Для зниження рівня вібрацій, що передаються від передніх коліс і двигуна на кузов, застосований алюмінієвий підрамник, на якому монтують підвіску і силовий агрегат.
У базову комплектацію автомобіля увійшло більше двадцяти технічних нововведень, що раніше застосовувалися тільки на моделях вищого класу. У салоні встановлено дві передні (двоступінчастого спрацьовування) і дві бічні подушки безпеки, а також дві бічні «завіски» безпеки для передніх пасажирів. Можна замовити і дві бічні подушки для задніх пасажирів. За рахунок повної відмови від запасного колеса збільшена ємність багажного відсіку. Натомість пропонується епектрокомпрессор для накачування шин і спеціальний шинний герметик Tiretit.
Пропонуються три варіанти виконання автомобілів, що вже стали традиційними: Classic, Elegance і Avantgarde, що відрізняються обробкою і оснащенням. Базовий Classic представляє класичну стриманість. Більш дорогий Elegance має поліпшену комплектацію, що включає хромовані елементи обробки, 15-дюймові легкосплавні колісні диски і шкіряне кермо; динамічна модифікація Avantgarde з блакитними тонованим склом, алюмінієвими деталями обробки салону і 16-дюймовими легкосплавними колісними дисками. Восени 2000 р. додали ще два варіанти «люкс»-оснащення від тюнінгового ательє Designo і AMG.
У серійне оснащення лінії Classic входять: кермова колонка з регулюванням по висоті і куту нахилу; багатофункціональне кермо; підлокітник з відділенням для дрібних речей; зовнішні дзеркала з обігрівом і електрорегулюванням; електросклопідйомники, дистанційне управління замком багажника; підголовники на задньому сидінні; система натягу та обмеження зусилля натягу ременів безпеки на передніх і крайніх задніх сидіннях; віконна подушка безпеки Window-Bag, що розкривається при бічному ударі у вигляді завіси між передньою і задньою стійками; автоматична система опалення та вентиляції з режимом рециркуляції; автоматична кліматична установка; датчик зовнішньої температури; двоступінчасті фронтальні подушки безпеки; інерційні ремені безпеки на задньому сидінні; система автоматичного розпізнавання присутності дитячого сидіння; система розпізнавання присутності пасажира на передньому сидінні; тахометр; обробка деревом благородних порід Calyptus Linea; система автоматичного включення ближнього світла; протитуманні фари; протизапорошений фільтр; антена в задньому склі ; маршрутний комп'ютер; система замикання ELCODE; шестиступінчаста механічна коробка передач; бокові покажчики повороту у зовнішніх дзеркалах; підсилювач кермового управління; бічні подушки безпеки в передніх дверях; електрорегулювання висоти подушки і положення спинки сидіння; система SPEEDTRONIC, що дозволяє встановити індивідуальну максимальну швидкість; тканинна оббивка «York», включення склоочисників одним дотиком; герметик для шин «Tirefit» з електричним компресором; зелене теплопоглинальне скління; активна система техобслуговування (ASSYST); ABS; ESP, система екстреного гальмування Brake-Assist; центральний дисплей у комбінації приладів; центральний замок з датчиком зіткнення.
Додаткове серійне оснащення лінії Elegance включає: підлокітник на центральній консолі, що регулюється по висоті, з відділенням для речей; підсвічування в передніх дверях для зручності входу / виходу; оздоблення даху та вікон з анодованого алюмінію; оздоблення благородним деревом Laurel; решітка радіатора глянцево-сірого кольору з хромованими ламелями; кермо з обробкою шкірою; легкосплавні колісні диски 6 J х 15, дизайн з сімома отворами; важіль коробки передач з обробкою шкірою кольору внутрішньої оббивки; бічні молдинги з обробкою хромом; ремені безпеки кольору внутрішньої оббивки; сонцезахисні козирки підсвічених дзеркалами; тканинна оббивка Cambridge; бампера з хромованими накладками; дверні ручки, пофарбовані в колір кузова, з хромованими накладками.
Додаткове серійне оснащення лінії Avantgarde: підлокітник на центральній консолі, що регулюється по висоті, з відділенням для речей; підсвічування в передніх дверях для зручності входу / виходу; широкопрофільні шини 205/55 R 16; оздоблення даху та вікон з анодованого алюмінію; оздоблення салону з алюмінію ; решітка радіатора глянцево-чорного кольору з хромованими ламелями; легкосплавні колісні диски 7 J х 16, дизайн з п'ятьма отворами; кермо з обробкою шкірою; важіль коробки передач з обробкою шкірою кольору внутрішньої оббивки; накладки на пороги особливої форми; бічні молдинги з обробкою хромом ; ремені безпеки кольору внутрішньої оббивки; сонцезахисні козирки підсвічених дзеркалами; тканинна оббивка Derby; бампера особливої форми з хромованими накладками; блакитне теплопоглинальне скління; дверні ручки, пофарбовані в колір кузова.
Стандартними в новому С-класі є мупьтіфункціональное рульове колесо, електронна система управління швидкістю руху Speed Tronic, центральний дисплей, електронна система стабілізації руху ESP, бортова система діагностики (для бензинових моторів), автономний обігрівач (для дизельних моторів), автоматичне включення ближнього світла фар та ін У замовлене обладнання входять навігаційна система з відображенням поточної дорожньої ситуації, автоматичні кліматичні установки Thematic і Thetmotronic з фільтром з активованого вугілля, аудіосистема COMAND, що включає магнітолу, CD-програвач; голосова система управління магнітолою і телефоном Linguatronic, автоматично регульована акустична система; ТБ; зсувний люк з функцією запам'ятовування положення; система Tele-Aid, при аварії автоматично посилає сигнал SOS на найближчу станцію рятувальної служби, і система TeleDiagnose, що передає всі дані, важливі для усунення поломки, в центр клієнтської підтримки Mersedes-Benz.
Помітно оновилися силові агрегати, потужність яких зросла до рівня, відповідного аналогічним моделям BMW 3 Серії. Базовий С180 комплектується 2,0-літровим (а не 1,8-літровим) 4-циліндровим двигуном потужністю 129 к.с., що цілком достатньо для конкуренції з BMW 318i. Той же мотор, але з об'ємним нагнітачем розвиває вже 163 к.с. Він встановлюється на С200 Compressor. Динамічні якості цієї машини перевершують BMW 320i. Крутний момент 230 Нм дозволяє автомобілю С200 Compressor розганятися до 100 км/год всього за 9,3 сек. Максимальна швидкість становить 230 км/год.
Шестициліндрові V-подібні мотори робочим об'ємом 2,6 і 3,2 л потужністю 170 і 218 к.с. використовують на моделях С240 і С320. У першому випадку мова йде про суперника BMW 323i, а в другому - BMW 328i/330i.
Вражають також характеристики автомобілів з дизельними двигунами. Дизельні комплектації 200CDI, C220CDI і C270CDI оснащені добре відомими 2,2-літровим (4 циліндри) і 2,7-літровим (5 циліндрів) турбонаддувним моторами з системою живлення Common Rail потужністю 115, 143 і 170 к.с. Всі вони відрізняються низькою витратою палива і високої «еластичністю», що дозволяє упевнений рух навіть при частоті обертання двигуна в межах 1500-2000 об / хв. Нова модель С270CDI досягає максимальної швидкості 230 км/год, що на 27 км/год більше, ніж у попередньої моделі C250 Turbodiesel.
Всі мотори комплектують новою механічною 6-ступінчастою коробкою передач, а за замовленням (крім C320) - гідромеханічним 5-ступінчастим «автоматом». Модель С320 поставляється тільки з «автоматом», що дозволяє і «ручне» послідовне перемикання передачі.
До 2001 року всі моделі нового С-класу існували тільки з кузовами седан. Навесні 2001 р. відбулося поява 3-дверного хетчбека, а потім і 5-д верного універсалу T-Model. Тому виробництво моделей Т попереднього покоління продовжилось ще приблизно один рік. Універсал пропонують в 10 модифікаціях з дизельними і бензиновими моторами потужністю від 102 до 367 к.с. (Починаючи від економічного дизельного С200Т CDI і закінчуючи універсалом С55Т AMG).
З весни 2004 року Mercedes-Benz починає продаж автомобілів С-класу з кількома спортивними пакетами. До стандартного пакету входять 17-дюймові диски з шинами 225/45 попереду і 245/40 ззаду. Крім того, жорсткіша підвіска знизила кузова на 25 міліметрів попереду й на 15 міліметрів ззаду. Посилені і гальма на передніх колесах, а звичайна вихлопна труба поступилася місцем овальної з нержавіючої сталі. Дизельні версії отримали 2 хромовані вихлопні труби.
Версії з 6-циліндровими двигунами (C240 і С320) отримали модернізовану випускну систему, яка наповнить навколишній простір звуком спортивного автомобіля. Зміни торкнулися і салону. Тепер там можна знайти спортивні сидіння, кермо трьохспиці, накладки на педалі і велюрові килимки.
Для більш спортивних водіїв запропоновані версії від «придворного» тюнінг-ательє AMG. Вони отримали новий аеродинамічний пакет і 17-дюймові диски дизайну AMG. Повнопривідні версії 4Matic, для яких доступний тюнінг від AMG
заводських спортивних пакетів не отримають.
У 2004 році - модернізація моделей С-класу (зміни, в основному, торкнуться салону - автомобіль отримає більш комфортні сидіння, більш дорогі матеріали оздоблення і нову приладову панель).

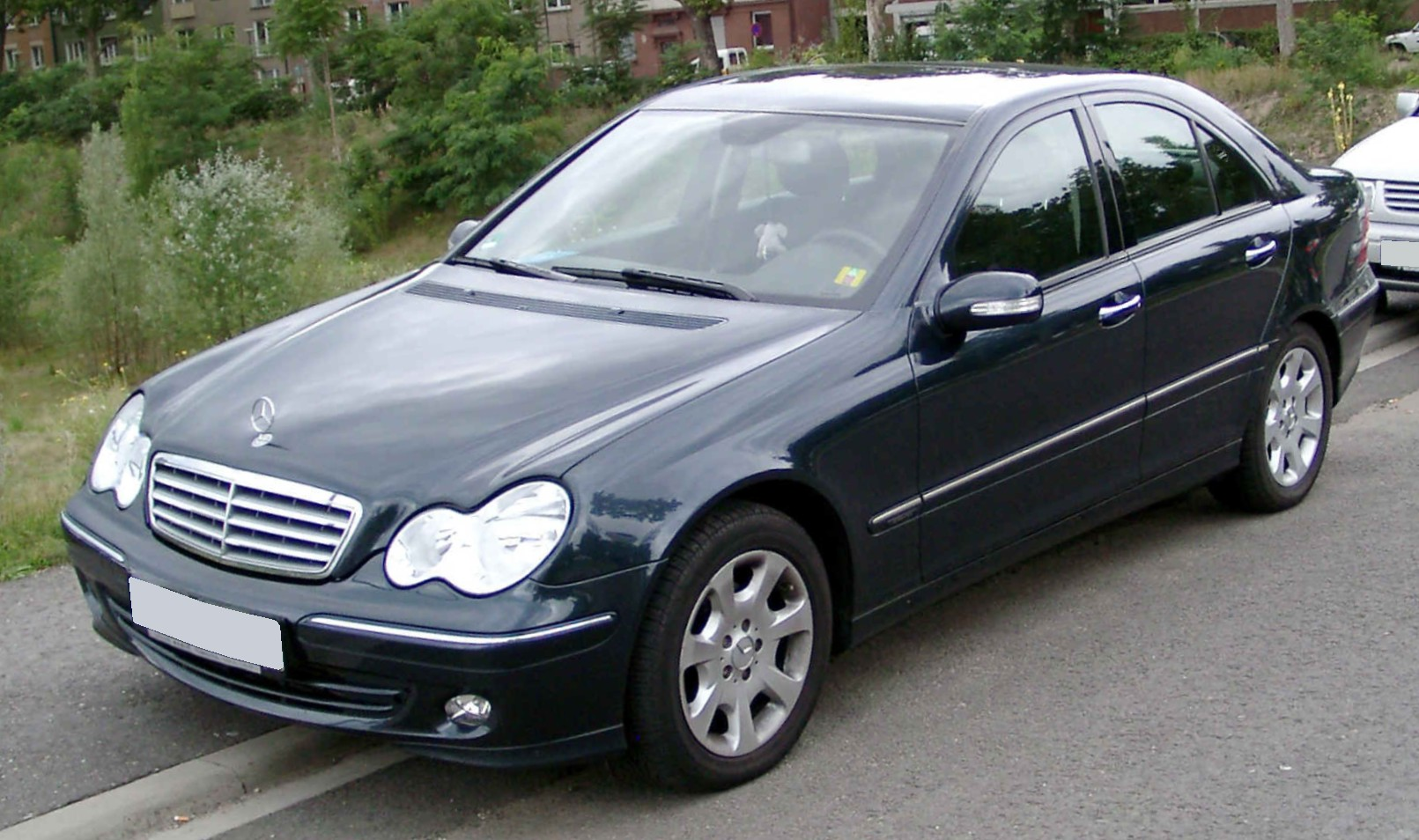
Mercedes-Benz C-Клас седан (2004–2007)
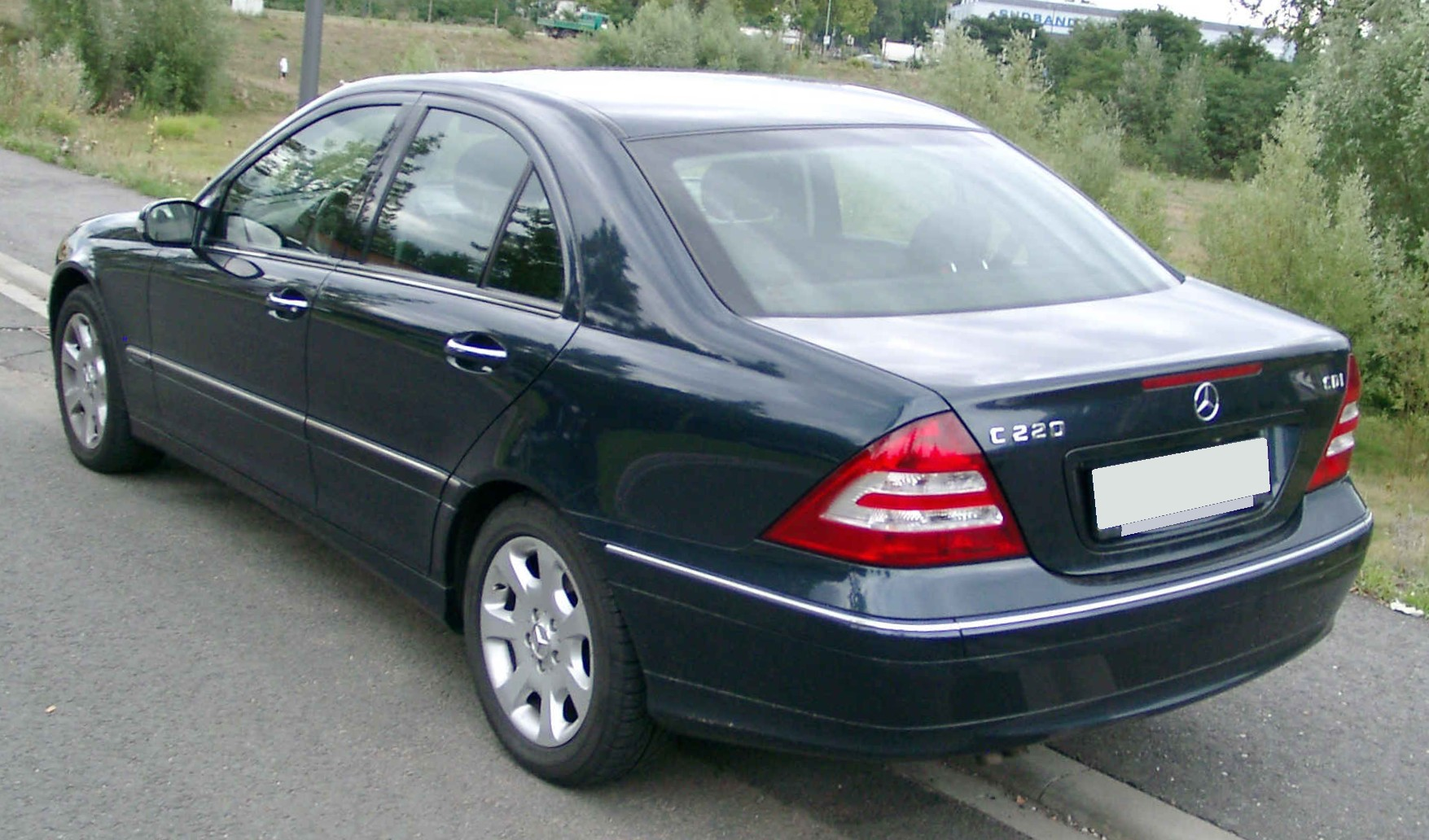
Mercedes-Benz C-Клас седан (2004–2007)
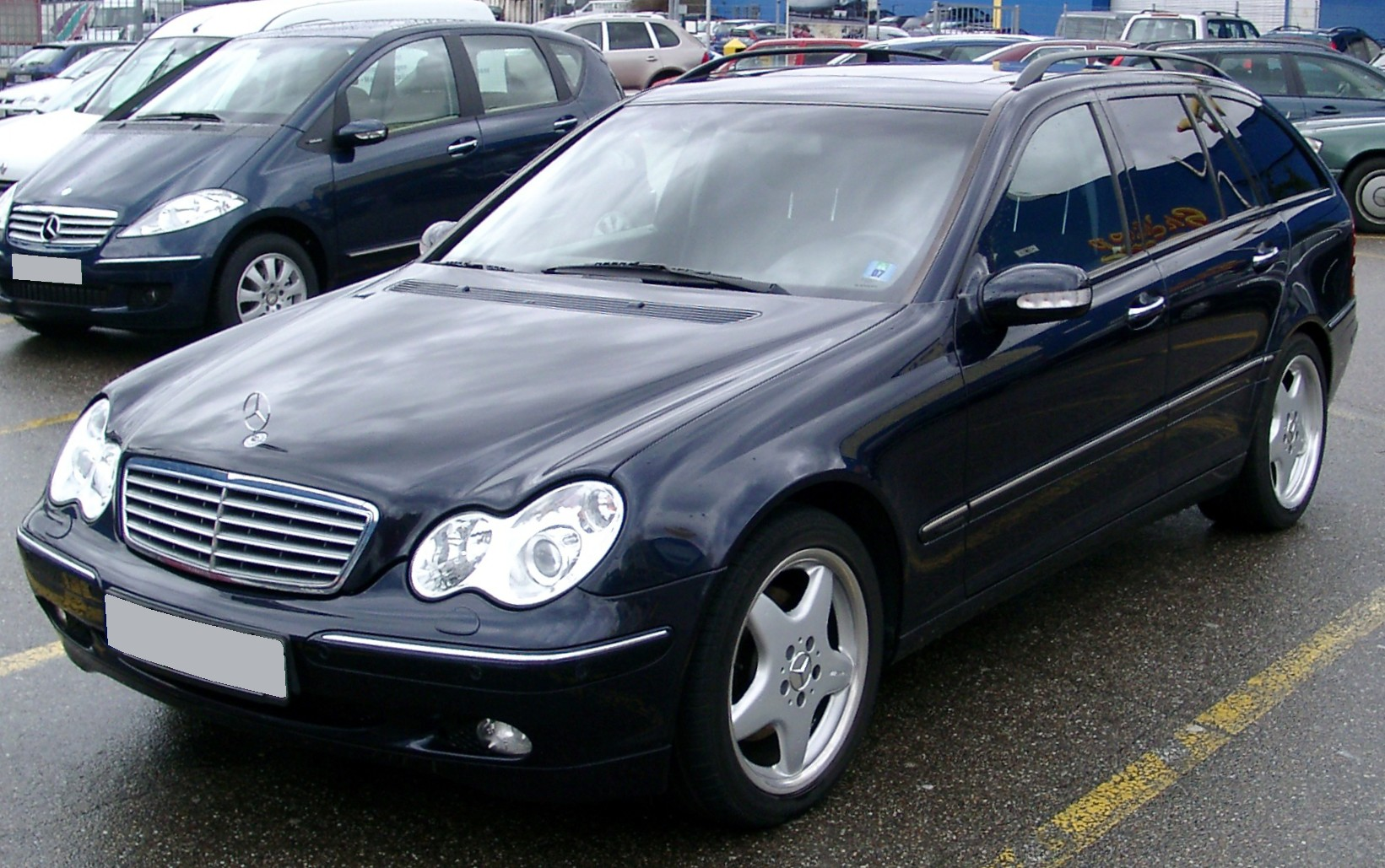
Mercedes-Benz C-Клас T-Modell (2001–2004)
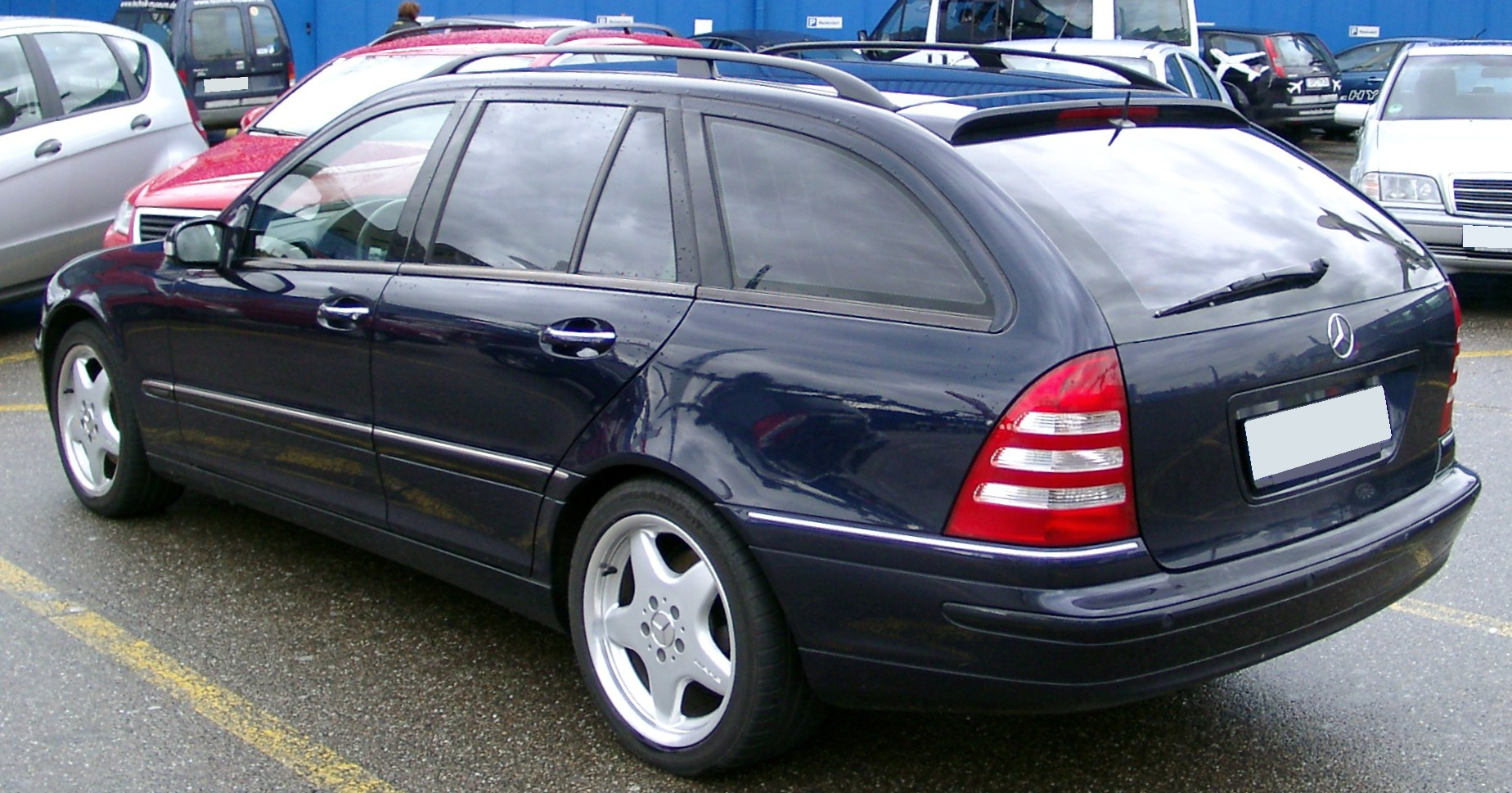
Mercedes-Benz C-Клас T-Modell (2001–2004)
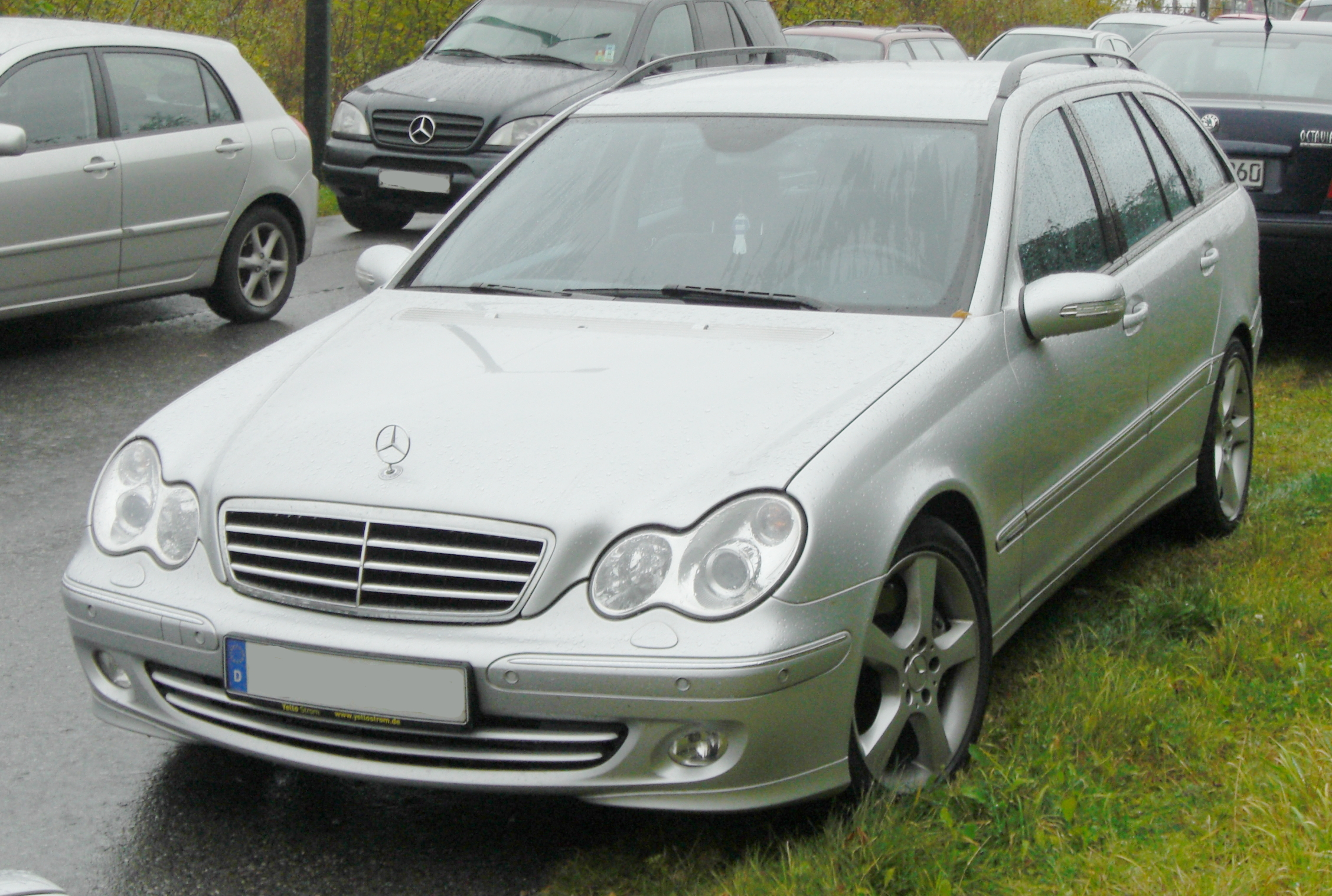
Mercedes-Benz C-Клас T-Modell (2004–2007)
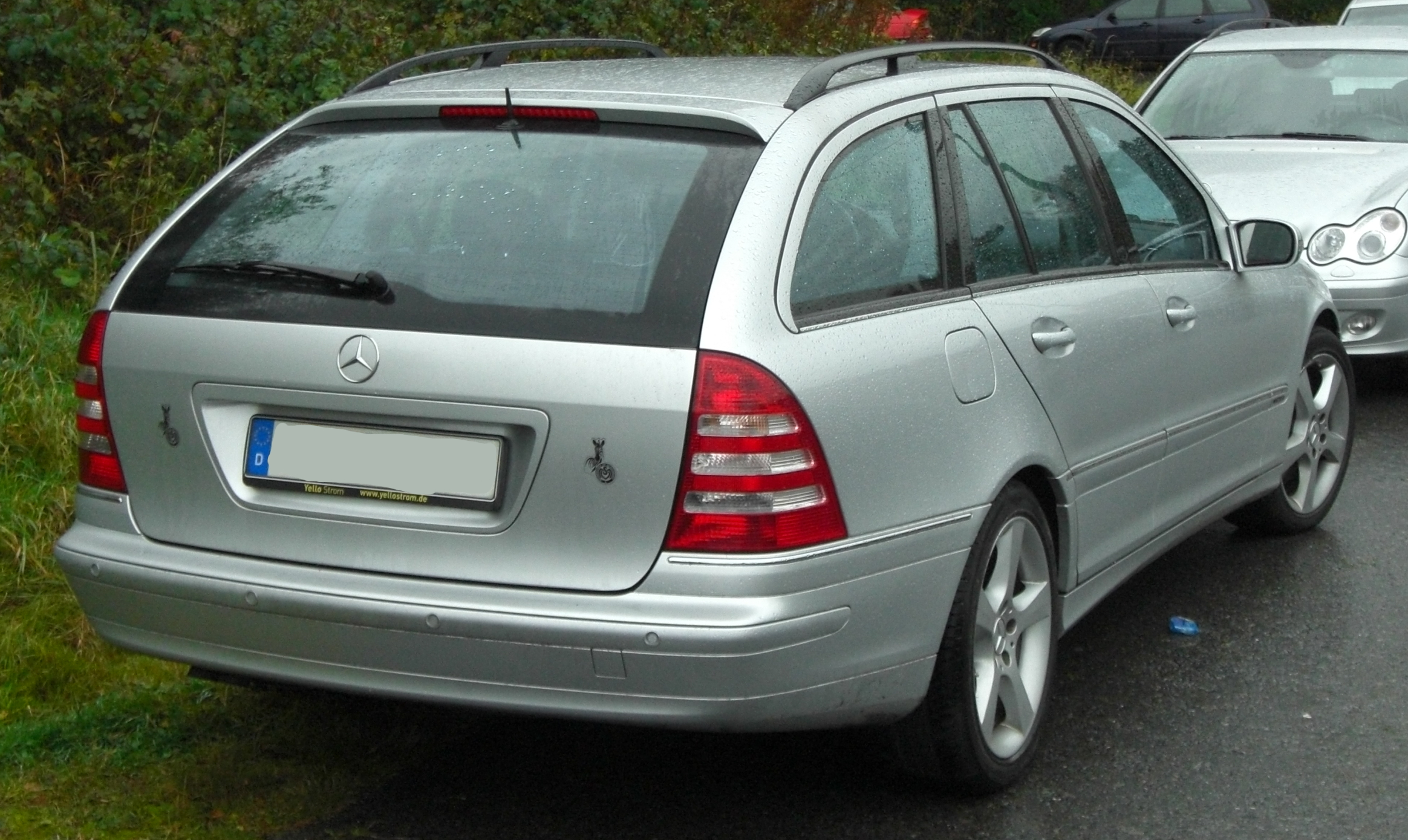
Mercedes-Benz C-Клас T-Modell (2004–2007)
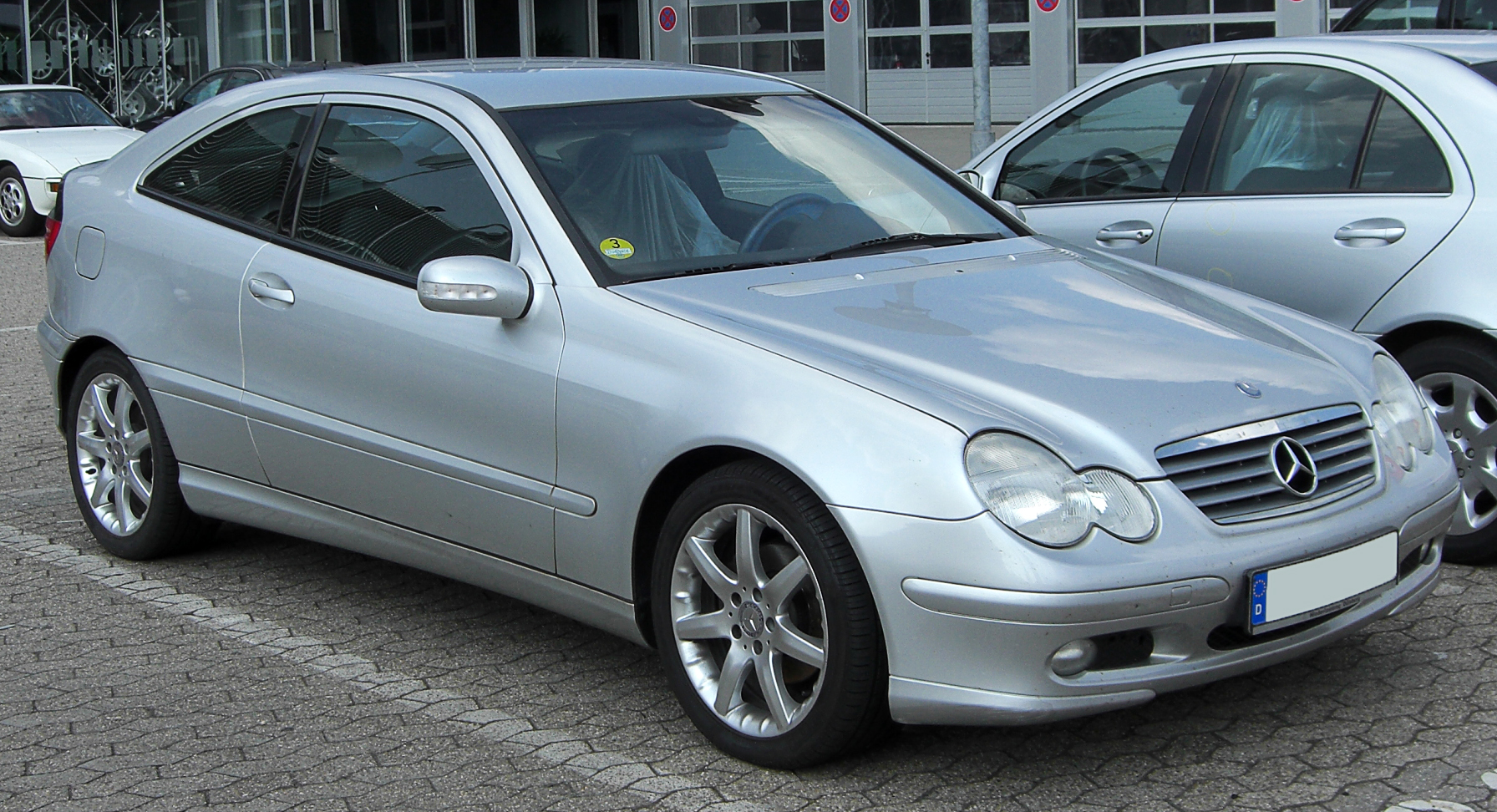
Mercedes-Benz C-Клас Sportcoupé (2001–2004)
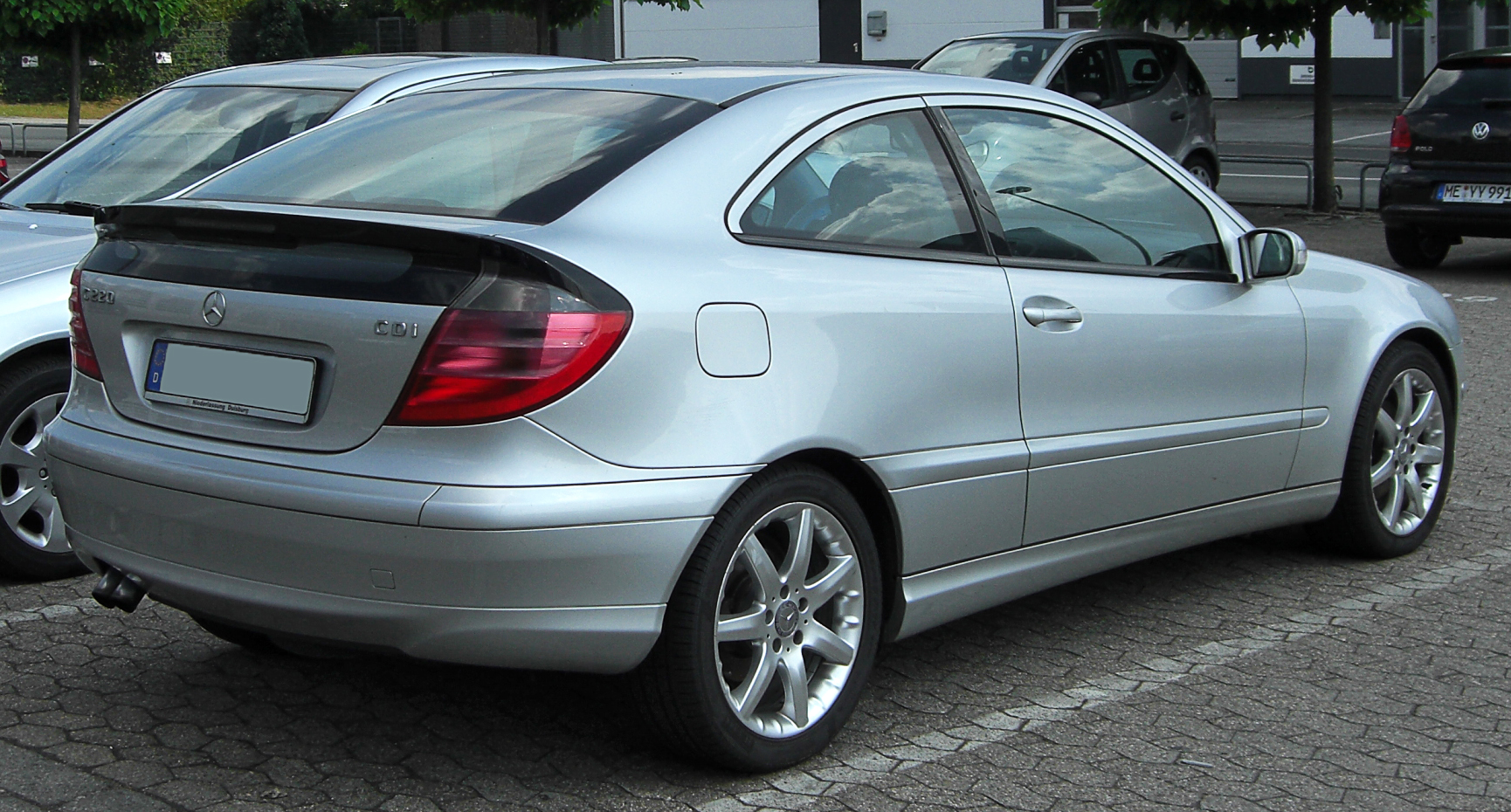
Mercedes-Benz C-Клас Sportcoupé (2001–2004)
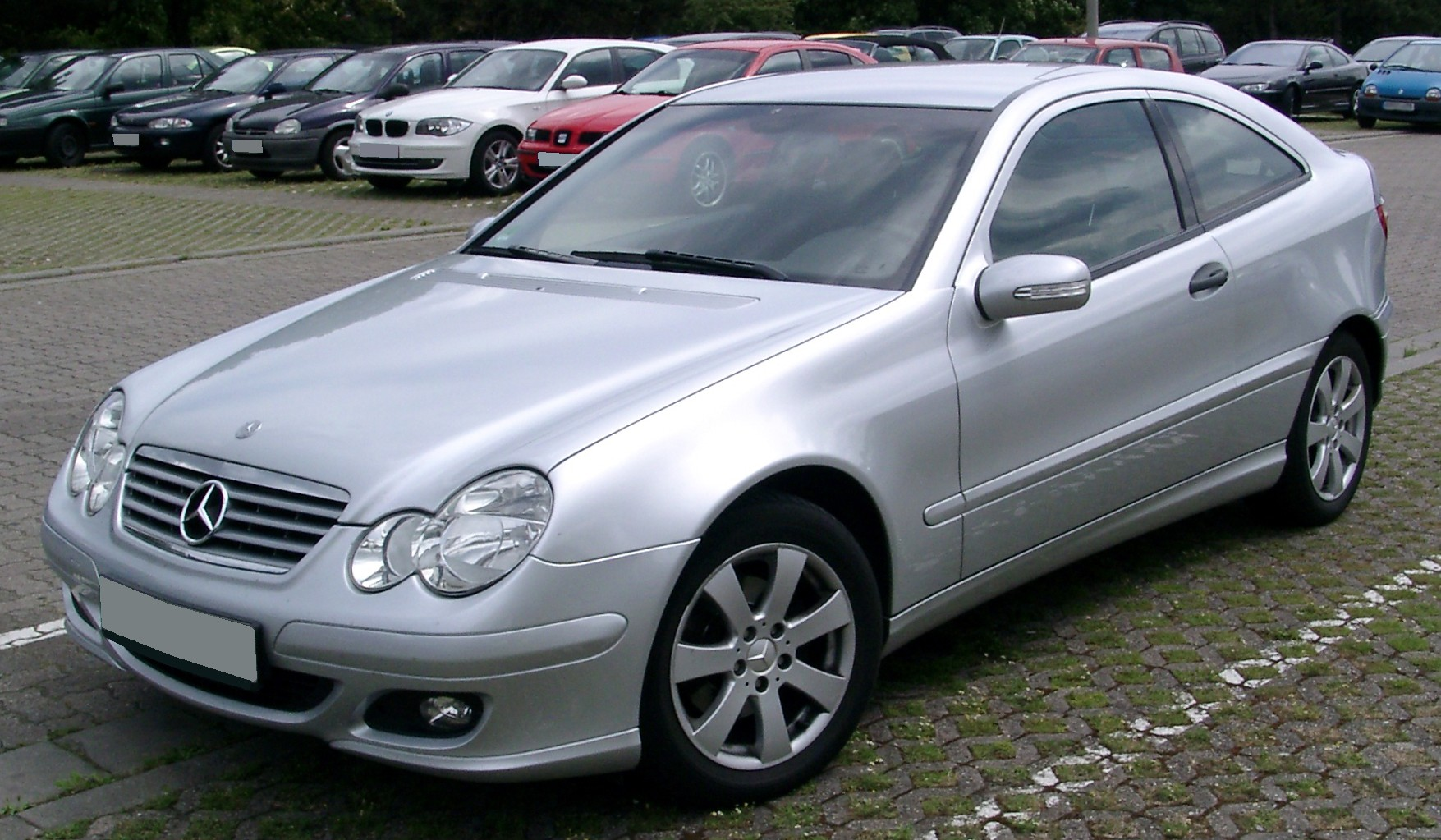
Mercedes-Benz C-Клас Sportcoupé (2004–2008)
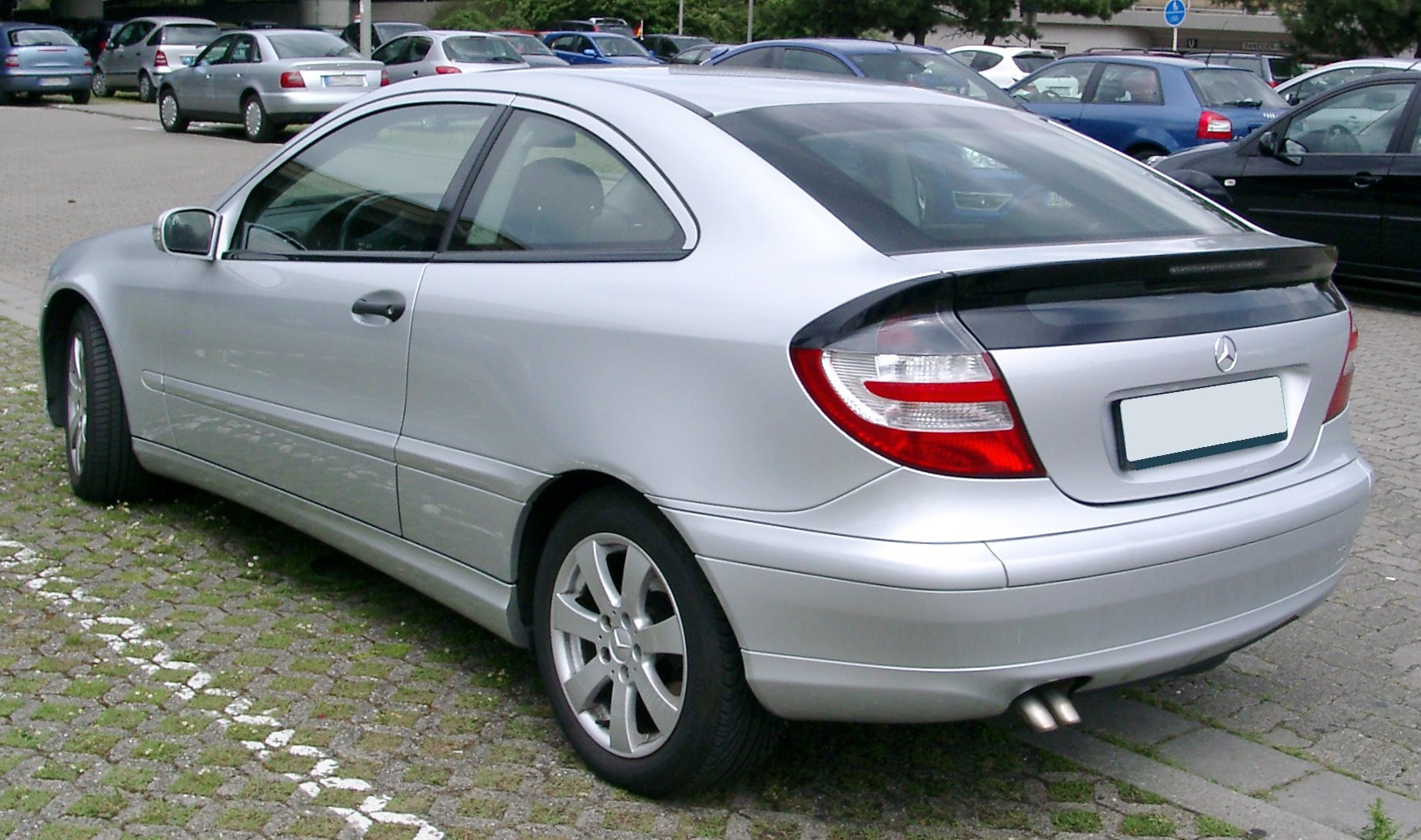
Mercedes-Benz C-Клас Sportcoupé (2004–2008)
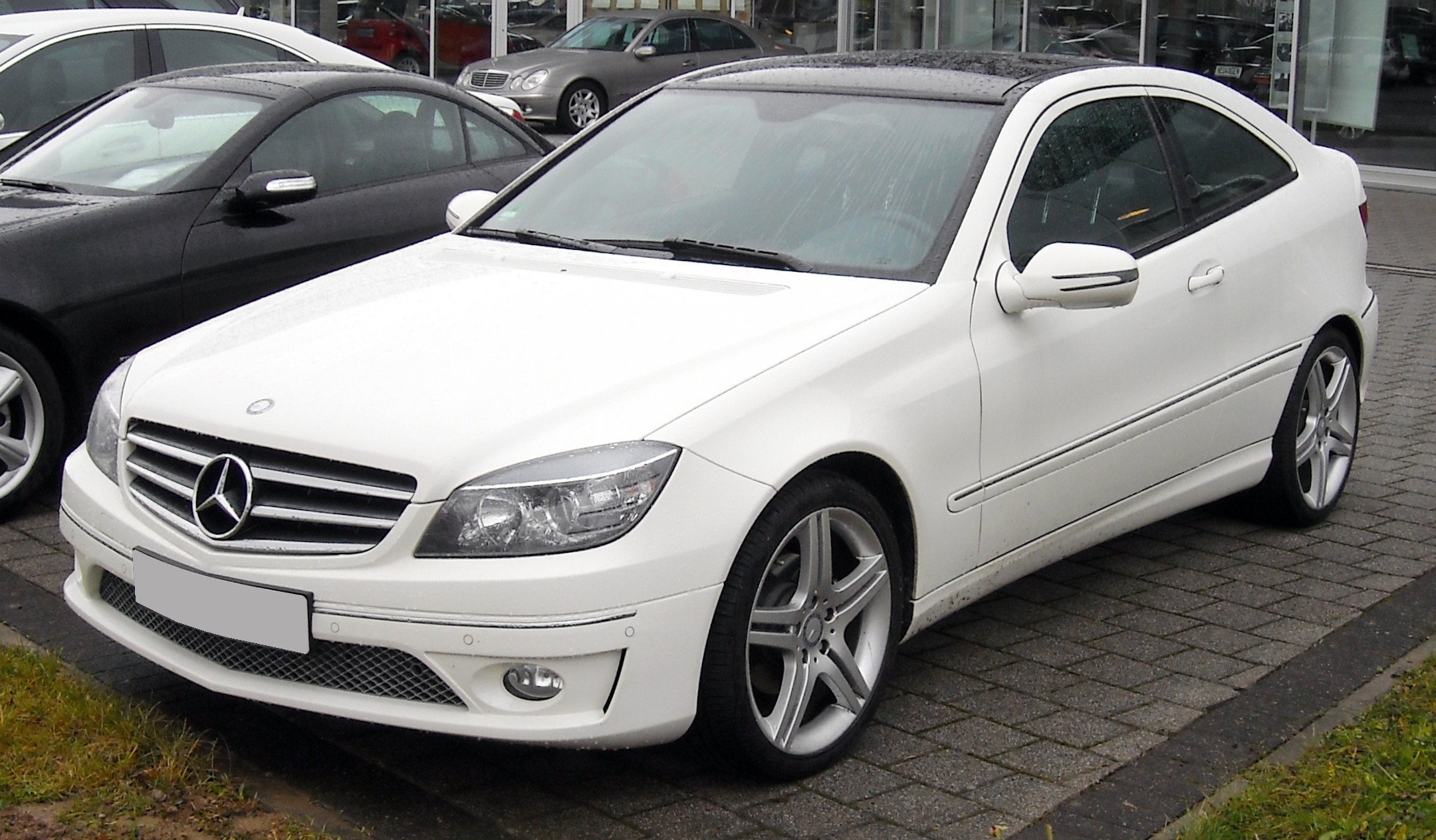
Mercedes-Benz CLC (2008–2010)
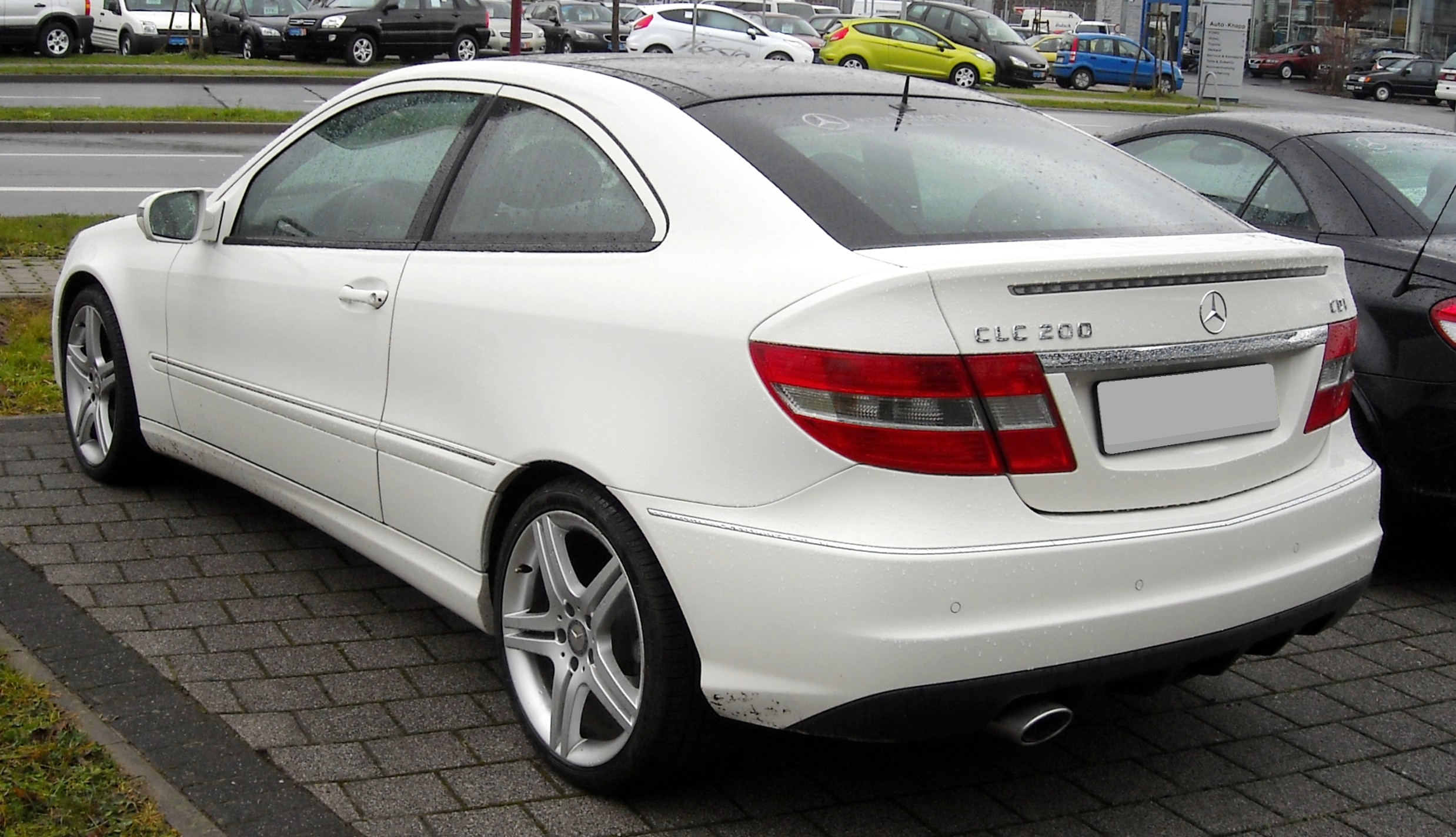
Mercedes-Benz CLC (2008–2010)

## Двигуни
Бензинові:
- 2.0 L M111 I4
- 1.8 L M271 I4 Kompressor
- 2.0 L M111 I4 Kompressor
- 2.3 L M111 I4 Kompressor
- 2.5 L M272 V6
- 2.6 L M112 V6
- 3.0 L M272 V6
- 3.2 L M112 V6
- 3.5 L M272 V6
- 3.2 L M112 V6 Kompressor AMG
- 5.4 L M113 V8 AMG

Дизельні:
- 2.1 L OM611 I4
- 2.1 L OM646 I4
- 2.7 L OM612 I5
- 3.0 L OM642 V6
- 3.0 L OM612 I5 AMG

## Зноски
1. ↑  Каталог Mercedes C-class [Архівовано 26 жовтня 2010 у Wayback Machine.] 22.11.2010